# Heinz Huth (General)
Heinz Huth (* 6. August 1917 in Leipzig; † 16. Mai 2002 in Berlin) war ein deutscher Offizier der  Nationalen Volksarmee (NVA) und der Volkspolizei (VP). Er war Generalmajor und von 1966 bis 1970 Stellvertreter des Ministers des Innern (MdI) der DDR.

## Leben
Huth wurde während des Zweiten Weltkrieges zum Kriegsdienst in die Wehrmacht eingezogen und geriet als Unteroffizier in Kriegsgefangenschaft. 
Nach 1945 wurde er Angehöriger der Deutschen Volkspolizei und schloss sich der Sozialistischen Einheitspartei Deutschlands (SED) an. Er arbeitete als Abteilungsleiter in der Allgemeinen Verwaltung des Innenministeriums der Landesregierung Thüringen und als Abteilungsleiter in der Landespolizeibehörde Sachsen-Anhalt. Später fungierte er bis 1953 im Rang eines VP-Inspekteurs als stellvertretender Leiter der Hauptabteilung Pass- und Meldewesen des MdI in Berlin (Stellvertreter von Johannes Dick). Ab 1953 wurde er in der Kasernierten Volkspolizei (KVP) eingesetzt, zum Oberstleutnant umattestiert und Leiter der Verwaltung Werbung und Rekrutierung, zuletzt mit dem Dienstgrad Oberst der KVP. Von März 1956 bis Dezember 1965 diente er in der NVA, war im Armeesportklub Vorwärts tätig und im Oktober 1963 als Leiter des NVA-Wahlbüros zur Volkskammerwahl eingesetzt. Als Oberst der NVA war er bis Ende 1965 Chef der 5. Verwaltung (Verwaltung Organisation/Auffüllung) des DDR-Verteidigungsministeriums, die für die personelle Auffüllung der NVA mit Mannschaften und Unteroffizieren auf Zeit zuständig war.
Anfang 1966 wurde er zum Generalmajor der Volkspolizei und als Nachfolger von Richard Wenzel zum stellvertretenden Minister des Innern der DDR ernannt.  Als solcher war er bis zu seiner Ablösung durch Ernst Marterer im Jahre 1970 für die zivilen Bereiche zuständig.
Huth war Mitglied des Zentralvorstandes der Gesellschaft für Deutsch-Sowjetische Freundschaft. Er lebte zuletzt in Berlin und starb im Alter von 84 Jahren.

## Auszeichnungen
- 1955 Vaterländischer Verdienstorden in Bronze, 1967 in Silber und 1977 in Gold
- 1963 Friedrich-Ludwig-Jahn-Medaille
- 1987 Ehrenspange zum Vaterländischen Verdienstorden in Gold